# スタニスラフ・クノール
スタニスラフ・クノール（Stanislav Knor, 1929年2月14日 - 1984年12月4日）は、チェコ出身のピアニスト。
プラハの生まれ。地元の音楽院でフランティシェク・マクシアーンに師事した後、パリ音楽院でマルセル・シャンピの教えを受ける。1956年にエリザベート王妃国際音楽コンクールのピアノ部門で7位入賞。
その後スウェーデンのマルメ音楽院で教鞭をとり、その地で亡くなった。

## 主なディスコグラフィ
- マルティヌー 《シンフォニエッタ・ジョコーザ》：ヴァーツラフ・スメターチェク指揮、プラハ交響楽団：Supraphon <SUA ST 58591>, 1964年。(LP)
- ガーシュウィン 《ピアノ協奏曲》：ヴァーツラフ・ノイマン指揮、プラハ交響楽団：Supraphon <SUA ST 50470>, 1962年。(LP)